# Georg Clauß
Georg Clauß war ein deutscher Jurist, Amtshauptmann und Landrat.

## Leben und Wirken
Nach Schulbesuch, Studium der Rechtswissenschaften und Promotion legte er am 5. Juni 1916 die juristische große Staatsprüfung ab. Danach war er im öffentlichen Dienst als Legationsrat tätig.
Am 1. März 1933 wurde er als Amtshauptmann in der Amtshauptmannschaft Oelsnitz im sächsischen Vogtland eingesetzt.  Er blieb dort, ab 1. Januar 1939 mit der neuen Amtsbezeichnung Landrat, bis zum Ende des Zweiten Weltkrieges im Amt. 